# Sélection de la ville hôte pour les Jeux olympiques d'hiver de 1994
Le processus de sélection pour les Jeux olympiques d'hiver de 1994 comprend quatre villes et voit celle de Lillehammer en Norvège sélectionnée aux dépens de Östersund en Suède, d'Anchorage aux États-Unis et de Sofia en Bulgarie. La sélection est réalisée lors de la 94e session du CIO à Séoul en Corée du Sud, le 15 septembre 1988.

## Résultats du scrutin
| Ville       | Pays       | 1er tour | 2e tour | 3e tour |
| ----------- | ---------- | -------- | ------- | ------- |
| Lillehammer | Norvège    | 25       | 30      | 45      |
| Östersund   | Suède      | 19       | 33      | 39      |
| Anchorage   | États-Unis | 23       | 22      | —       |
| Sofia       | Bulgarie   | 17       | —       | —       |